# Вуд, Джордж Адам
Сэр Джордж Адам Вуд (англ. George Adam Wood; 1767 — 22 апреля 1831) — британский военный деятель, артиллерист, генерал-майор, наиболее известный тем, что в чине полковника командовал всей британской артиллерией в битве при Ватерлоо в 1815 году.

## Биография
Родился в 1767 году в семье лейтенанта Адама Вуда (ум. 1773). Окончил Королевскую военную академию в Вулидже, откуда был выпущен младшим лейтенантом в Королевскую артиллерию. В 1793—95 годах служил в армии герцога Йоркского во Фландрии и принимал участие в ключевых сражениях с французами. В 1796-97 годах в составе войск сэра Ральфа Эберкромби находился в Вест-Индию, где участвовал в захвате островов Сент-Люсия, Сент-Винсент и Тринидад, и неудачной попытке захвата куда более крупного острова Пуэрто-Рико.
В 1806—1808 годах Вуд участвовал в боевых действиях на Средиземном море. Затем был направлен в Португалию в составе армии генерала сэра Джона Мура, участвовал в битве при Ла-Корунье 16 января 1809 года и в дальнейшем вернулся с британской армией в Англию. В 1809 году участвовал в неудачной для англичан высадке на острове Валхерен в Нидерландах, однако при этом сумел принять участие в первоначальном и единственном успехе этой кампании — бомбардировке и захвате укреплённого города Флиссинген.
В 1812 году подполковник Джон Вуд за свои предшествующие заслуги был награждён орденом Бани. В 1813 году он возглавил артиллерию английского корпуса сэра Томаса Грэма, который в 1813 году высадился в Роттердаме и осадил Антверпен. Также Вуд участвовал в неудачной для англичан осаде небольшой крепости Берген-оп-Зом, которую самоотверженно защищал генерал Бизане. Несмотря на неудачу под Берген-оп-Зом, Вуд был пожалован во флигель-адъютанты короля Георга IV и произведён в бревет-полковники.
В 1815 году полковник Вуд возглавил всю британскую артиллерию армии Веллингтона. Вуд принял участие в сражениях при Катр-Бра и при Ватерлоо, а затем, в ходе марша на Париж, его артиллерия бомбардировала и принудила к сдаче ряд французских крепостей (Мобёж и другие).
Заслуги Вуда в ходе кампании 1815 года было высоко оценены. Он удостоился почётного упоминания в депешах а также иностранными наградами союзных стран: российским орденом Святого Владимира четвёртой степени, нидерландским военным орденом Вильгельма третьей степени и австрийским орденом Марии-Терезии. В следующе году он был награждён британским (формально — ганноверским) Королевским Гвельфским орденом.
Вплоть до 1819 года британские войска, наряду с русскими, прусскими и австрийскими были расквартированы на территории Франции и Вуд продолжал командовать артиллерией британского военного контингента. В 1819 году он вернулся в Британию.
В 1825 году был повышен до генерал-майора и назначен губернатором Карлайла.
Скончался Вуд в Лондоне в 1829 году.